# Goni Tumkur, Turuvekere
Goni Tumkur là một làng thuộc tehsil Turuvekere, huyện Tumkur, bang Karnataka, Ấn Độ.